# Ukraina na Mistrzostwach Świata w Lekkoatletyce 2019
Ukraina na Mistrzostwach Świata w Lekkoatletyce 2019 – reprezentacja Ukrainy podczas mistrzostw świata w Doha liczyła 40 zawodników.

## Medaliści
| Medal  | Zawodnik              | Konkurencja | Rezultat | Data           |
| ------ | --------------------- | ----------- | -------- | -------------- |
| srebro | Jarosława Mahuczich   | skok wzwyż  | 2,04     | 30 września    |
| srebro | Maryna Bech-Romanczuk | skok w dal  | 6,92     | 6 października |

## Skład reprezentacji

### Kobiety
| Zawodniczka                                                | Konkurencja                | Eliminacje | Eliminacje | Półfinał | Półfinał | Finał   | Finał   | Źródło             |
| Zawodniczka                                                | Konkurencja                | Wynik      | Pozycja    | Wynik    | Pozycja  | Wynik   | Pozycja | Źródło             |
| ---------------------------------------------------------- | -------------------------- | ---------- | ---------- | -------- | -------- | ------- | ------- | ------------------ |
| Natalija Pryszczepa                                        | bieg na 800 m              | 2:03,22    | 21. Q      | 2:01,24  | 15.      | NQ      | NQ      | [ 1 ] [ 2 ]        |
| Olha Lachowa                                               | bieg na 800 m              | 2:01,47    | 6. q       | 2:00,72  | 8.       | NQ      | NQ      | [ 1 ] [ 2 ]        |
| Ołeksandra Szafar                                          | maraton                    | —          | —          | —        | —        | DNF     | DNF     | [ 3 ]              |
| Hanna Płoticyna                                            | bieg na 100 m przez płotki | 13,30      | 30.        | NQ       | NQ       | NQ      | NQ      | [ 4 ]              |
| Anna Ryżykowa                                              | bieg na 400 m przez płotki | 55,11      | 5. Q       | 54,45    | 7. q     | 54,45   | 7.      | [ 5 ] [ 6 ] [ 7 ]  |
| Kateryna Kłymiuk Olha Lachowa Tetiana Melnyk Anna Ryżykowa | sztafeta 4 × 400 m         | 3:26,57    | 6. Q       | —        | —        | 3:27,48 | 6.      | [ 8 ] [ 9 ] [ 10 ] |
| Nadija Borowśka                                            | chód na 20 km              | —          | —          | —        | —        | 1:38:35 | 20.     | [ 11 ]             |
| Inna Kaszyna                                               | chód na 20 km              | —          | —          | —        | —        | 1:41:44 | 29.     | [ 11 ]             |
| Chrystyna Judkina                                          | chód na 50 km              | —          | —          | —        | —        | 4:36:00 | 6.      | [ 12 ]             |
| Wałentyna Myronczuk                                        | chód na 50 km              | —          | —          | —        | —        | DNF     | DNF     | [ 12 ]             |
| Ołena Sobczuk                                              | chód na 50 km              | —          | —          | —        | —        | 4:33:38 | 4.      | [ 12 ]             |

| Zawodniczka           | Konkurencja    | Kwalifikacje | Kwalifikacje | Finał | Finał   | Źródło        |
| Zawodniczka           | Konkurencja    | Wynik        | Pozycja      | Wynik | Pozycja | Źródło        |
| --------------------- | -------------- | ------------ | ------------ | ----- | ------- | ------------- |
| Iryna Heraszczenko    | skok wzwyż     | 1,85         | 23.          | NQ    | NQ      | [ 13 ] [ 14 ] |
| Julija Łewczenko      | skok wzwyż     | 1,92         | 9. q         | 2,00  | 4.      | [ 13 ] [ 14 ] |
| Jarosława Mahuczich   | skok wzwyż     | 1,94         | 4. Q         | 2,04  | 2.      |               |
| Maryna Kyłypko        | skok o tyczce  | 4,50         | 21.          | NQ    | NQ      | [ 15 ]        |
| Maryna Bech-Romanczuk | skok w dal     | 6,74         | 4. q         | 6,92  | 2.      | [ 16 ] [ 17 ] |
| Anna Krasućka         | trójskok       | 13,16        | 25.          | NQ    | NQ      | [ 18 ] [ 19 ] |
| Olha Saładucha        | trójskok       | 14,32        | 3. Q         | 14,52 | 5.      | [ 18 ] [ 19 ] |
| Natalija Semenowa     | rzut dyskiem   | 54,68        | 25.          | NQ    | NQ      | [ 20 ]        |
| Iryna Kłymeć          | rzut młotem    | 72,93        | 5. Q         | 73,56 | 5.      | [ 21 ] [ 22 ] |
| Iryna Nowożyłowa      | rzut młotem    | 65,31        | 30.          | NQ    | NQ      | [ 21 ] [ 22 ] |
| Alona Szamotina       | rzut młotem    | 67,30        | 24.          | NQ    | NQ      | [ 21 ] [ 22 ] |
| Hanna Haćko-Fedusowa  | rzut oszczepem | 55,84        | 26.          | NQ    | NQ      | [ 23 ]        |

### Mężczyźni
| Zawodnik          | Konkurencja   | Eliminacje | Eliminacje | Półfinał | Półfinał | Finał   | Finał   | Źródło        |
| Zawodnik          | Konkurencja   | Wynik      | Pozycja    | Wynik    | Pozycja  | Wynik   | Pozycja | Źródło        |
| ----------------- | ------------- | ---------- | ---------- | -------- | -------- | ------- | ------- | ------------- |
| Serhij Smełyk     | bieg na 200 m | 20,39      | 18. Q      | 20,55    | 18.      | NQ      | NQ      | [ 24 ] [ 25 ] |
| Ihor Porozow      | maraton       | —          | —          | —        | —        | 2:26,11 | 50.     | [ 26 ]        |
| Iwan Łosew        | chód na 20 km | —          | —          | —        | —        | 1:35:42 | 28.     | [ 27 ]        |
| Wiktor Szumik     | chód na 20 km | —          | —          | —        | —        | 1:37:23 | 30.     | [ 27 ]        |
| Eduard Zabużenko  | chód na 20 km | —          | —          | —        | —        | 1:41:04 | 34.     | [ 27 ]        |
| Iwan Banzeruk     | chód na 50 km | —          | —          | —        | —        | DNF     | DNF     | [ 28 ]        |
| Wałerij Litaniuk  | chód na 50 km | —          | —          | —        | —        | 4:42:18 | 25.     | [ 28 ]        |
| Marjan Zakalnycki | chód na 50 km | —          | —          | —        | —        | 4:12:28 | 9.      | [ 28 ]        |

| Zawodnik               | Konkurencja    | Kwalifikacje | Kwalifikacje | Finał | Finał   | Źródło        |
| Zawodnik               | Konkurencja    | Wynik        | Pozycja      | Wynik | Pozycja | Źródło        |
| ---------------------- | -------------- | ------------ | ------------ | ----- | ------- | ------------- |
| Bohdan Bondarenko      | skok wzwyż     | NH           | NH           | NQ    | NQ      | [ 29 ]        |
| Andrij Procenko        | skok wzwyż     | 2,26         | 14.          | NQ    | NQ      | [ 29 ]        |
| Mychajło Kochan        | rzut młotem    | 76,56        | 7. Q         | 77,39 | 5.      | [ 30 ] [ 31 ] |
| Serhij Perewoznykow    | rzut młotem    | 72,26        | 27.          | NQ    | NQ      | [ 30 ] [ 31 ] |
| Serhij Reheda          | rzut młotem    | 71,28        | 29.          | NQ    | NQ      | [ 30 ] [ 31 ] |
| Ołeksandr Nyczyporczuk | rzut oszczepem | 72,75        | 30.          | NQ    | NQ      | [ 32 ]        |

### Mieszane
| Zawodnicy                                                           | Konkurencja        | Eliminacje | Eliminacje | Finał | Finał   | Źródło |
| Zawodnicy                                                           | Konkurencja        | Wynik      | Pozycja    | Wynik | Pozycja | Źródło |
| ------------------------------------------------------------------- | ------------------ | ---------- | ---------- | ----- | ------- | ------ |
| Danyło Danyłenko Tetiana Melnyk Kateryna Kłymiuk Ołeksij Pozdniakow | sztafeta 4 × 400 m | 3:17,50    | 13.        | NQ    | NQ      | [ 33 ] |